# Wimbledon 1993
Wielkoszlemowy turniej tenisowy Wimbledon w 1993 rozegrano w dniach 21 czerwca – 4 lipca, na kortach londyńskiego All England Lawn Tennis and Croquet Club.

## Turnieje seniorskie

### Gra pojedyncza mężczyzn
Pete Sampras (USA) – Jim Courier (USA) 7-6(3), 7-6(6), 3-6, 6-3

### Gra pojedyncza kobiet
Steffi Graf (Niemcy) – Jana Novotná (Czechy) 7-6(6), 1-6, 6-4

### Gra podwójna mężczyzn
Todd Woodbridge / Mark Woodforde (Australia) – Grant Connell (Kanada) / Patrick Galbraith (USA) 7-5, 6-3, 7-6(4)

### Gra podwójna kobiet
Gigi Fernández (USA) / Natalla Zwierawa (Białoruś) – Łarysa Neiland (Łotwa) / Jana Novotná (Czechy) 6-4, 6-7(4), 6-4

### Gra mieszana
Todd Woodbridge (Australia) / Martina Navrátilová (USA) – Tom Nijssen / Manon Bollegraf (Holandia) 6-3, 6-4

## Turnieje juniorskie

### Gra pojedyncza chłopców
Răzvan Sabău (Rumunia) – Jimy Szymanski (Wenezuela) 6-1, 6-3

### Gra pojedyncza dziewcząt
Nancy Feber (Belgia) – Rita Grande (Włochy) 7-6(3), 1-6, 6-2